# Оканоган (Вашингтон)
Оканоган (енгл. Okanogan) град је у америчкој савезној држави Вашингтон. По попису становништва из 2010. у њему је живело 2.552 становника.

## Демографија
Према попису становништва из 2010. у граду је живело 2.552 становника, што је 68 (2,7%) становника више него 2000. године.
| Група             | 2000.         | 2010.         |
| Белци             | 1.954 (78,7%) | 1.905 (74,6%) |
| Афроамериканци    | 9 (0,4%)      | 12 (0,5%)     |
| Азијати           | 10 (0,4%)     | 11 (0,4%)     |
| Хиспаноамериканци | 251 (10,1%)   | 359 (14,1%)   |
| Укупно            | 2.484         | 2.552         |